# Francesc Llot i Ribera
Francesc Llot i Ribera (Rosselló, segle xvii) va ser un escriptor del Rosselló molt vinculat a Rigardà, un municipi del Conflent.

## Biografia
Era batxiller en arts i doctor en dret a Perpinyà quan, el 1649, compongué el Llibre de la primera missa i de la fundació de la confraria del Roser. Aquesta obra manuscrita descrita per l'abbé Torreilles mostra aspectes de la vida i els costums de Rigardà; és una obra de gran interès per a l'estudi de la vida quotidiana d'una població nord-catalana en el segle xvii. Posteriorment, el 1651, "Francesc Llot, clergue d'Elna" dotà amb 200 lliures de Perpinyà un personat a convertir en almoines de misses per fer a l'església de Sant Joan de Perpinyà.

## Obres
Llibre en lo qual se tracta com y de quina manera se digué y celebrà la primera missa en la yglésia nova del lloch de Rigardà, ans que ella fos de tot acabada, y los varies successos que succeiran per alcansar-lo. Y també la fondatió de la confraria de Maria Sactíssima del Roser en la dita yglésia nova del dit lloch de Rigardà (Rigardà, 4 setembre 1649).